# Трансмиссисипский департамент

Департамент и боевые действия на его территории

Трансмиссисипский департамент (англ. The Trans-Mississippi Department) — военно-административное подразделение Конфедеративных Штатов Америки. К этому департаменту относились территории к западу от реки Миссисипи: штаты Техас, Арканзас, Миссури, Индейская Территория и часть Западной Луизианы. Командиром департамента был назначен генерал Эдмунд Кирби Смит, поэтому в народе департамент иногда назывался «Kirby-Smithdom».
Департамент был сформирован 26 мая 1862 года. Он включил в себя «Трансмиссиссипский дистрикт», он же «Департамент Номер Два», сформированный 10 января 1862 года. Штаб департамента находился в Шривпорте, Луизиана и Маршалле, Техас.
Департамент и состоящая при нем армия капитулировали 26 мая 1865 года. Кирби Смит подписал условия капитуляции в Галверстоне 2 июня 1865 года.

## Командиры
- Эрл ван Дорн (10 января 1862 — 23 мая 1862)
- Пол Хеберт (26 мая 1862 — 20 июня 1862)
- Джон Магрудер (назначен 20 июня 1862, но не принял назначения)
- Томас Хайндман (20 июня 1862 — 16 июля 1862)
- Теофилиус Холмс (30 июля 1862 — 9 февраля 1863)
- Эдмунд Смит (7 марта 1863 — 19 апреля 1865)
- Саймон Бакнер (19 апреля 1865 — 22 апреля 1865)
- Эдмунд Смит (22 апреля 1865 — 26 мая 1865)